# Lovestruck!
Lovestruck! è il quarto EP del girl group sudcoreano Kep1er, pubblicato nel 2023.

## Tracce
1. Giddy – 3:04
2. Lvly – 3:20
3. Back to the City – 3:20
4. Why – 3:01
5. Happy Ending – 2:58